# Hạ điểm Mặt Trời

Một sơ đồ đơn giản thể hiện vị trí của hạ điểm Mặt Trời (subsolar point) trên bề mặt Trái Đất. Tại hạ điểm Mặt Trời, góc giữa Mặt Trời và phương nằm ngang (chân trời) địa phương bằng đúng 90°.

Hạ điểm Mặt Trời là một điểm trên một hành tinh mà ở đó Mặt Trời được thấy nằm ở vị trí trực tiếp trên đỉnh đầu hay thiên đỉnh; tức là vị trí mà ở đó các tia Mặt Trời chiếu vuông góc xuống bề mặt hành tinh. Hạ điểm Mặt Trời cũng có thể có nghĩa là điểm gần với Mặt Trời nhất trên một thiên thể, dù Mặt Trời có thể không thấy được.
Đối với một người quan sát trên một hành tinh với sự quay và độ nghiêng trục quay tương tự với Trái Đất, hạ điểm Mặt Trời di chuyển về phía tây, hoàn thành một vòng quanh Trái Đất sau một ngày, xấp xỉ song song với xích đạo. Tuy nhiên, vòng quay này cũng di chuyển theo hướng bắc–nam trong khoảng giữa hai chí tuyến trong một năm, vì vậy hạ điểm Mặt Trời dao động theo giống đường xoắn ốc helix.
Hạ điểm Mặt Trời nằm trên chí tuyến Bắc vào ngày hạ chí (tháng 6) và nằm trên chí tuyến Nam vào ngày đông chí (tháng 12). Hạ điểm Mặt Trời đi qua xích đạo vào các ngày điểm phân tháng 3 và tháng 9. Tại các vĩ độ khác giữa xích đạo và chí tuyến, trong một năm có hai lần hạ điểm Mặt Trời đi qua. Hạ điểm có vĩ độ bằng xích vĩ của Mặt Trời.
Tại hạ điểm Mặt Trời, thời gian trong ngày sẽ là lúc giữa trưa (trưa Mặt Trời) theo giờ địa phương, ở đó một chiếc cọc cắm thẳng đứng vào đất sẽ không có bóng, các vật khác nếu có bóng thì bóng là tối thiểu nhất (nằm ở ngay phía dưới chân và không kéo dài ra phía sau). Trong khi đó, tại các nơi khác mà ở đó đang là ban ngày, bóng của chiếc cọc thẳng đứng chỉ về hướng đối diện với hướng tới hạ điểm: lúc trưa Mặt Trời tại các nơi nằm trên cùng đường kinh tuyến với hạ điểm Mặt Trời, bóng của chiếc cọc sẽ chỉ về hướng chính bắc nếu địa điểm đó ở phía bắc so với hạ điểm, và chỉ về hướng chính nam nếu địa điểm đó ở phía nam so với hạ điểm.
Lahaina Noon là khi hạ điểm đi qua Hawaii, cũng là tiểu bang duy nhất của Hoa Kỳ mà hiện tượng này xảy ra. Khi hạ điểm Mặt Trời đi qua Ka'bah ở Ả Rập Xê Út, người Hồi giáo đã quan sát bóng của các vật thể vào buổi trưa để tìm ra hướng thiêng (Qibla) tới thánh địa.

## Tọa độ của hạ điểm Mặt Trời
Hạ điểm Mặt Trời di chuyển liên tục trên bề mặt Trái Đất, tuy nhiên có thể tính được thời gian và các tọa độ (kinh độ và vĩ độ) của nó như sau:
{\displaystyle \phi _{s}=\delta },
{\displaystyle \lambda _{s}=-15(T_{\mathrm {GMT} }-12+E_{\mathrm {min} }/60)}.
Trong đó:
- {\displaystyle \phi _{s}} là vĩ độ của hạ điểm Mặt Trời theo độ.
- {\displaystyle \lambda _{s}} là kinh độ của hạ điểm Mặt Trời theo độ.
- {\displaystyle \delta } là xích vĩ của Mặt Trời theo độ.
- {\displaystyle T_{\mathrm {GMT} }} là giờ chuẩn Greenwich hay UTC.
- {\displaystyle E_{\mathrm {min} }} là giá trị phương trình thời gian theo phút.

Bởi xích vĩ của Mặt Trời chỉ nằm trong khoảng từ 0° đến ±23,4° nên các vĩ độ có hạ điểm Mặt Trời chỉ nằm trong khoảng từ xích đạo đến hai chí tuyến.